# Cattleya trianae
A Cattleya trianae az egyszikűek (Liliopsida) osztályának spárgavirágúak (Asparagales) rendjébe, ezen belül a kosborfélék (Orchidaceae) családjába tartozó faj.

## Előfordulása
A Cattleya trianaet gyakran termesztik, többnyire fákon. Kolumbia endemikus növényfaja.

## Megjelenése
A növény felálló szárú évelő, mindegyik levél alatt egy megnyúlt, többnyire hártyás burokkal körülvett szártag található, amelyek úgynevezett állgumóvá vastagodnak. Levele keskeny-hosszúkás, 15-25 centiméter hosszú, 4-8 centiméter széles, bőrnemű, a középér mentén kissé redőzött. Virágai igen nagyok, a 3 külső lepellevél keskeny, a 2 belső széles-tojásdad, a harmadik belső lepellevél cső alakú, felül nyitott mézajakká alakult, széle kármin- vagy bíborpiros, hullámos, a torka sárga vagy narancsszínű. A vad alak virága teljesen halvány rózsaszín, 15-18 centiméteres, a bibeoszlop rejtetten a mézajakban helyezkedik el. Egy száron 1-4 virág fejlődik. Termése tojásdad vagy hosszúkás tok, erősen kiemelkedő hosszanti bordákkal.

## Egyéb
Európában decembertől februárig virágzik a növényházakban, „karácsonyi orchidea” neve erre utal; angolul: „Christmas orchid”. A C. trianae Kolumbia nemzeti növénye, de ott is csak rendkívül ritkán található meg vadon. A termesztésben a tiszta fehértől a sárgás és pirosas árnyalatokon át a levendulakékig számos változata létezik. A sokszor természetellenesen nagy méretű és rikító színű bugakosbor hibridek nemesítéséhez használják fel őket. Virágai ugyan csak feleakkorák, viszont száranként akár 45 virágot hajtanak, amelyek élénkebb színűek. A közeli rokon Epidendrum és Laelia nemzetség fajai is gyakran szerepeltek a keresztezéseknél.

## Képek

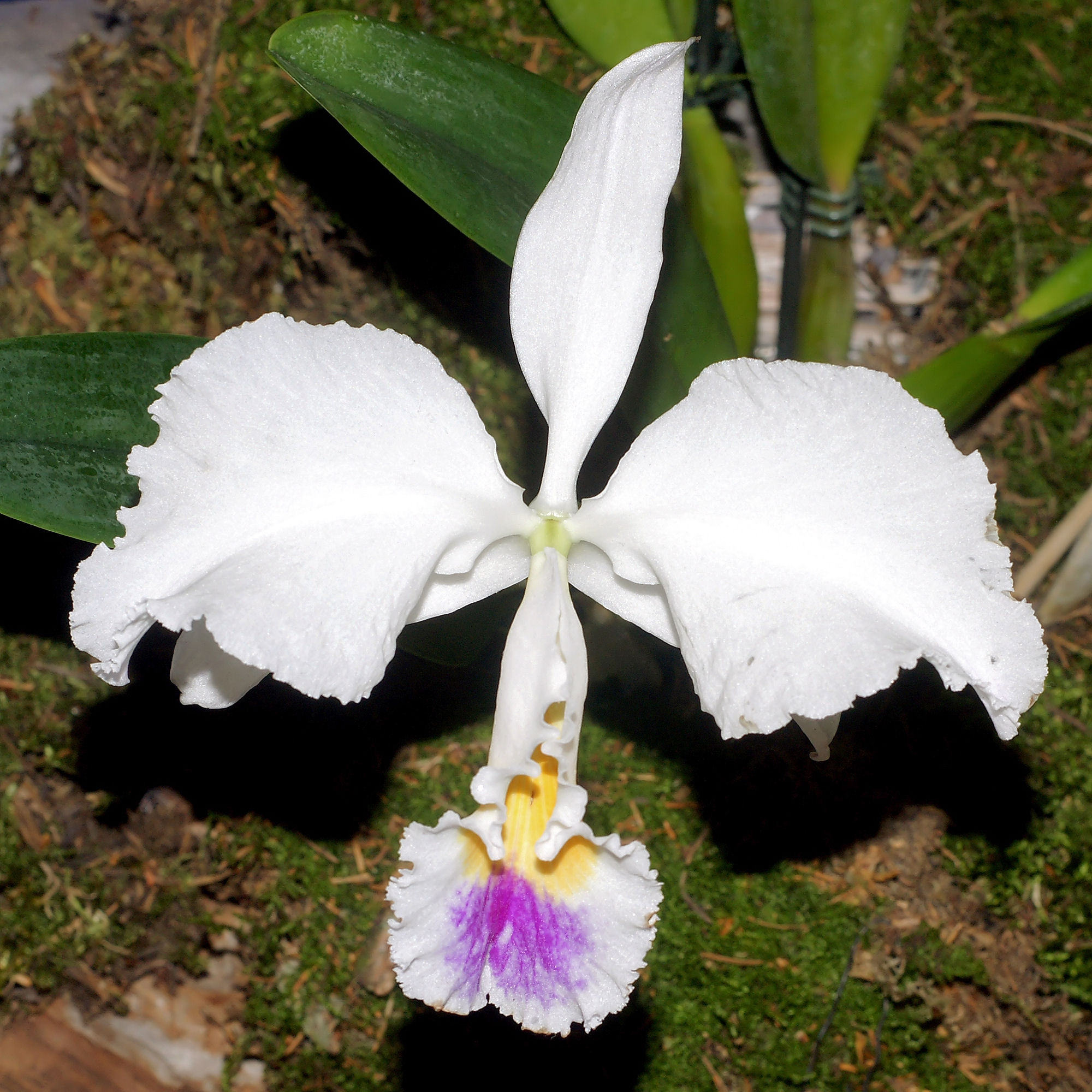
Különböző
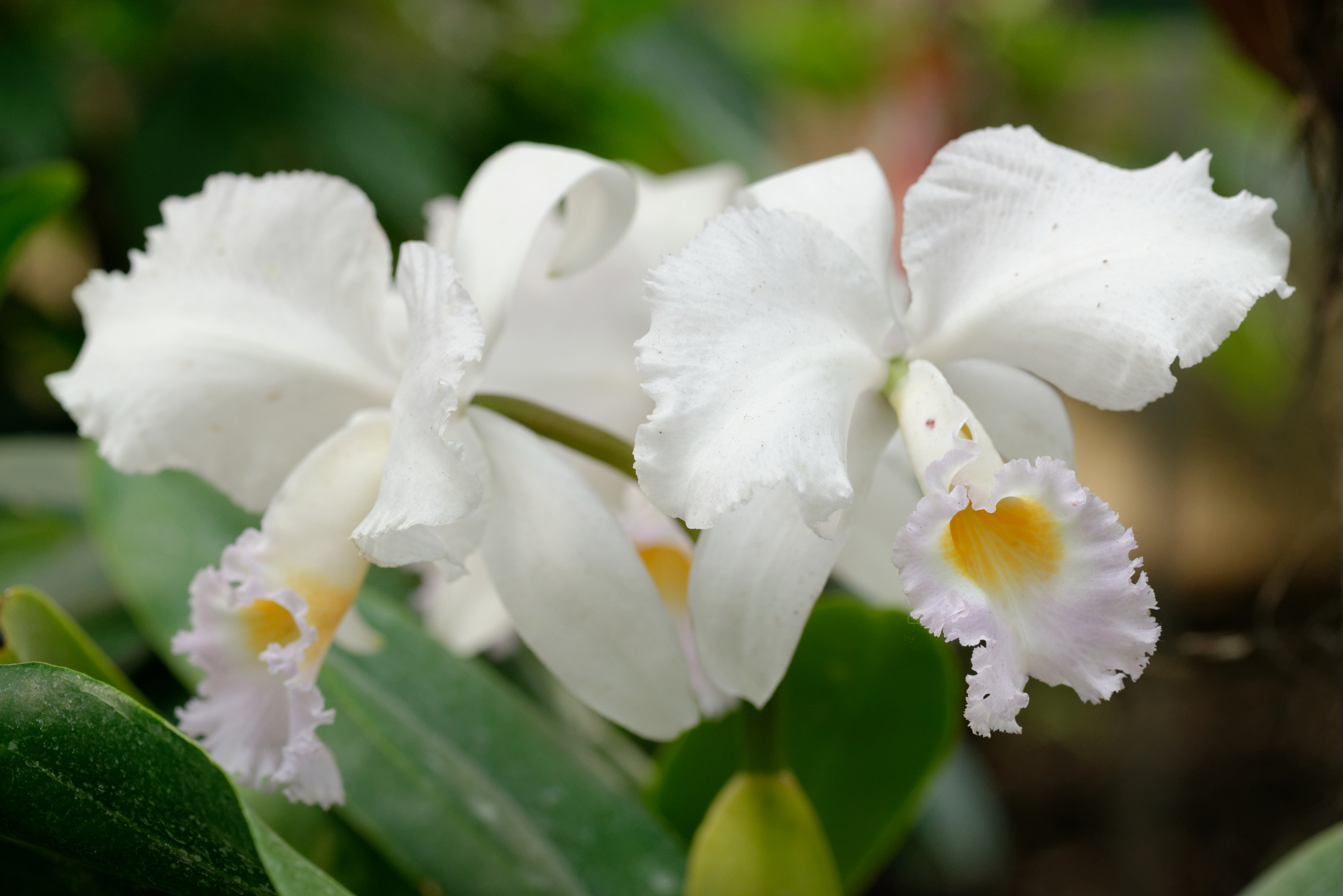
termesztett
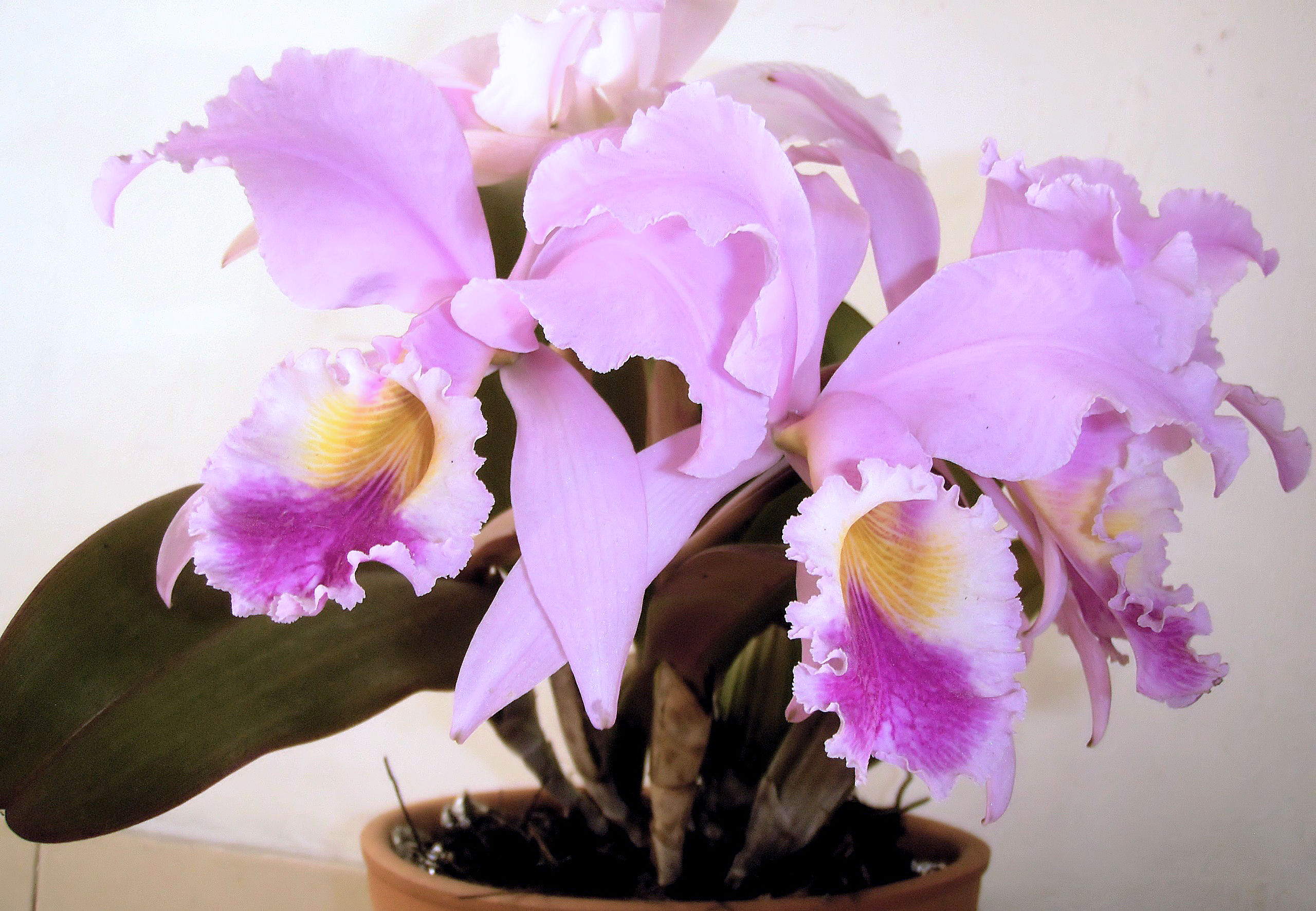
változatok
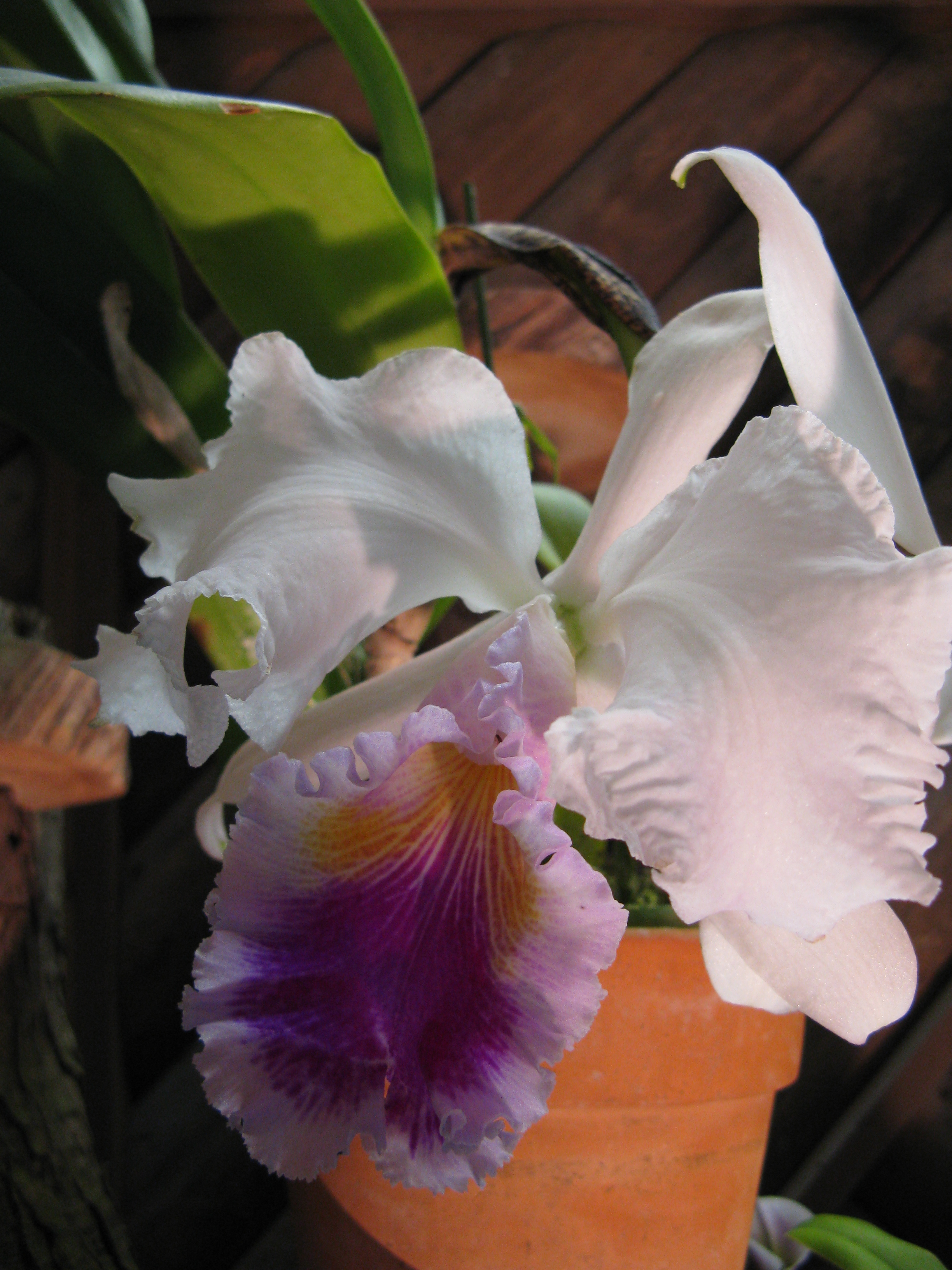
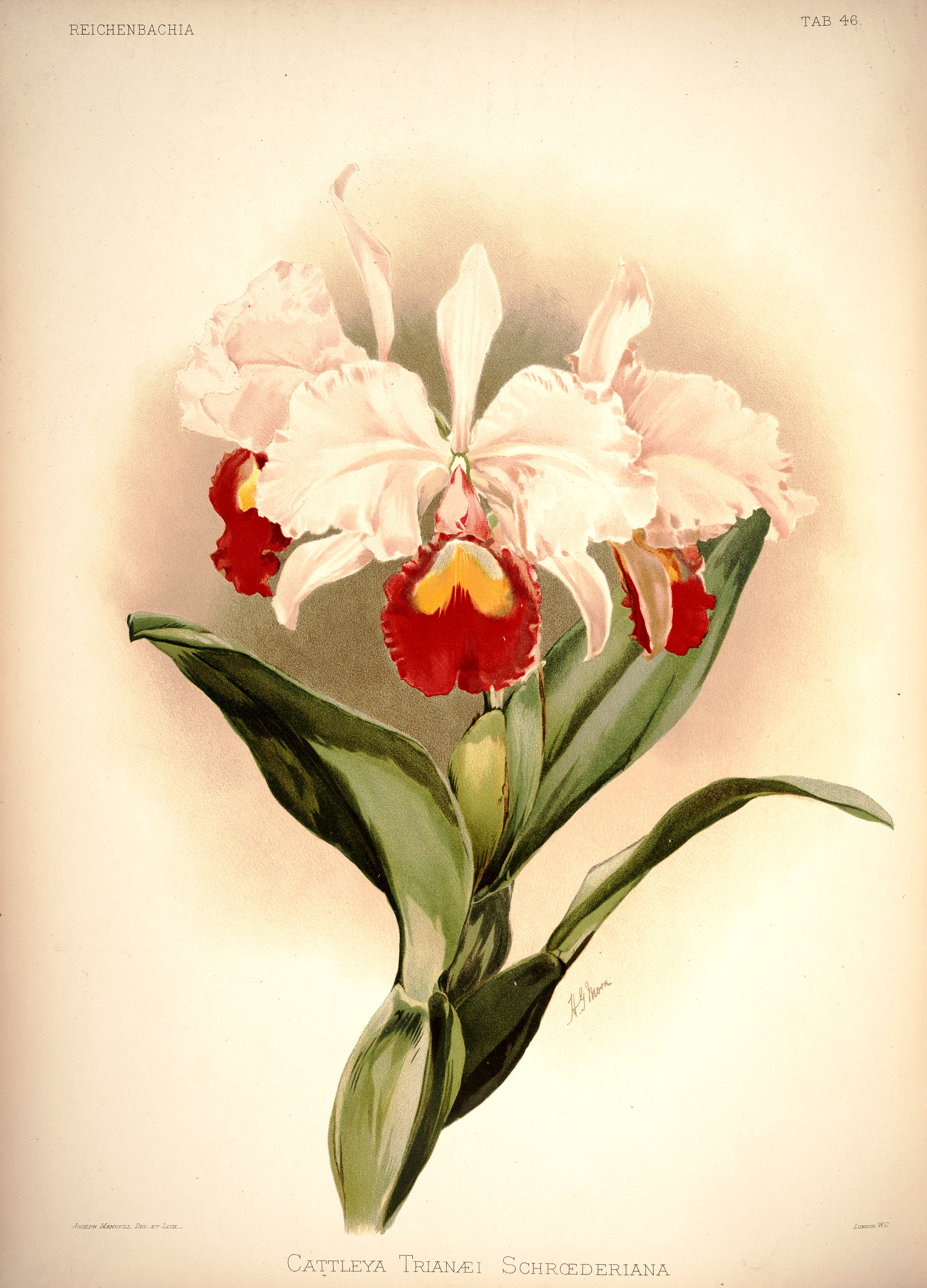
Rajzok a növényről
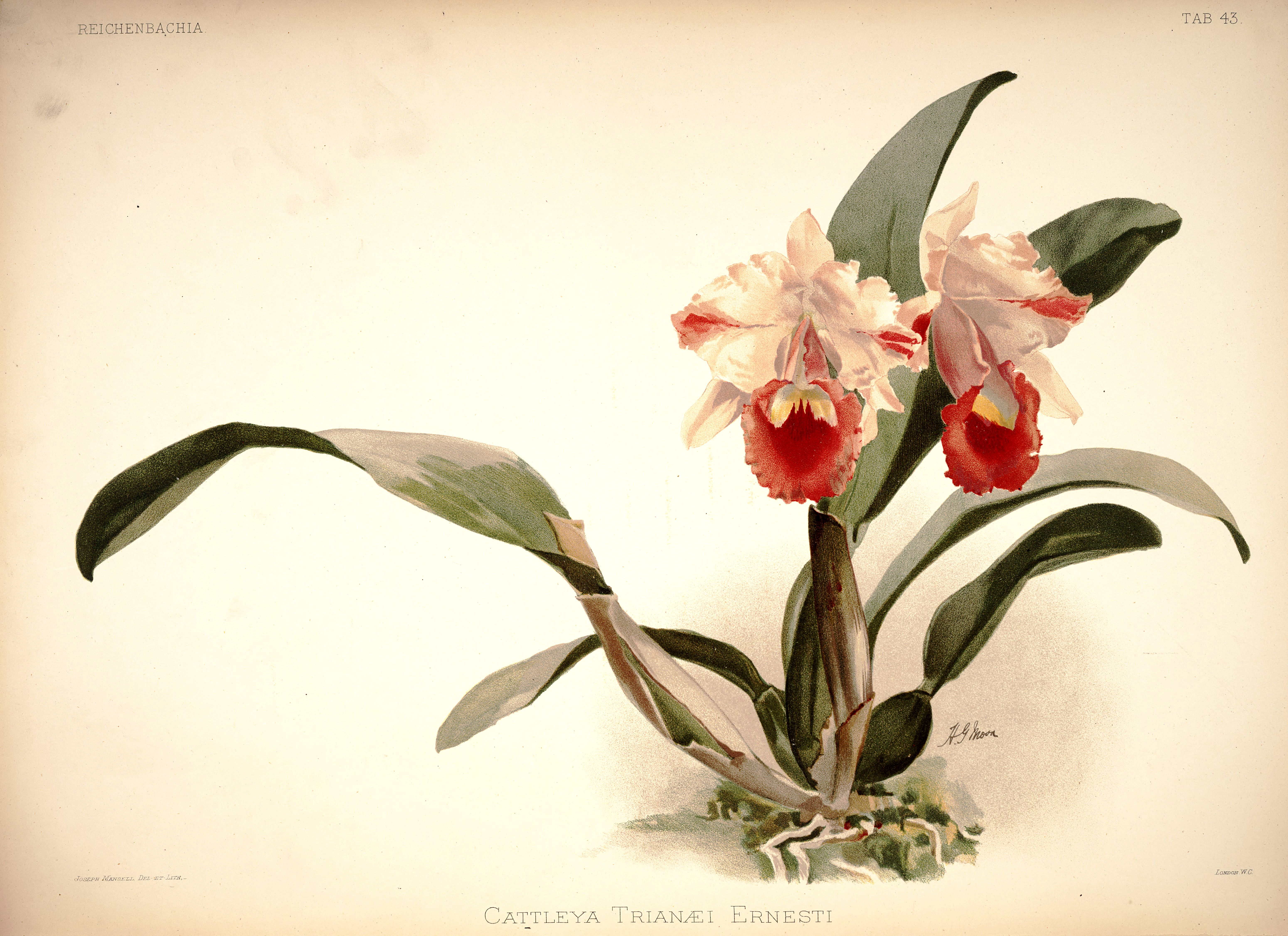
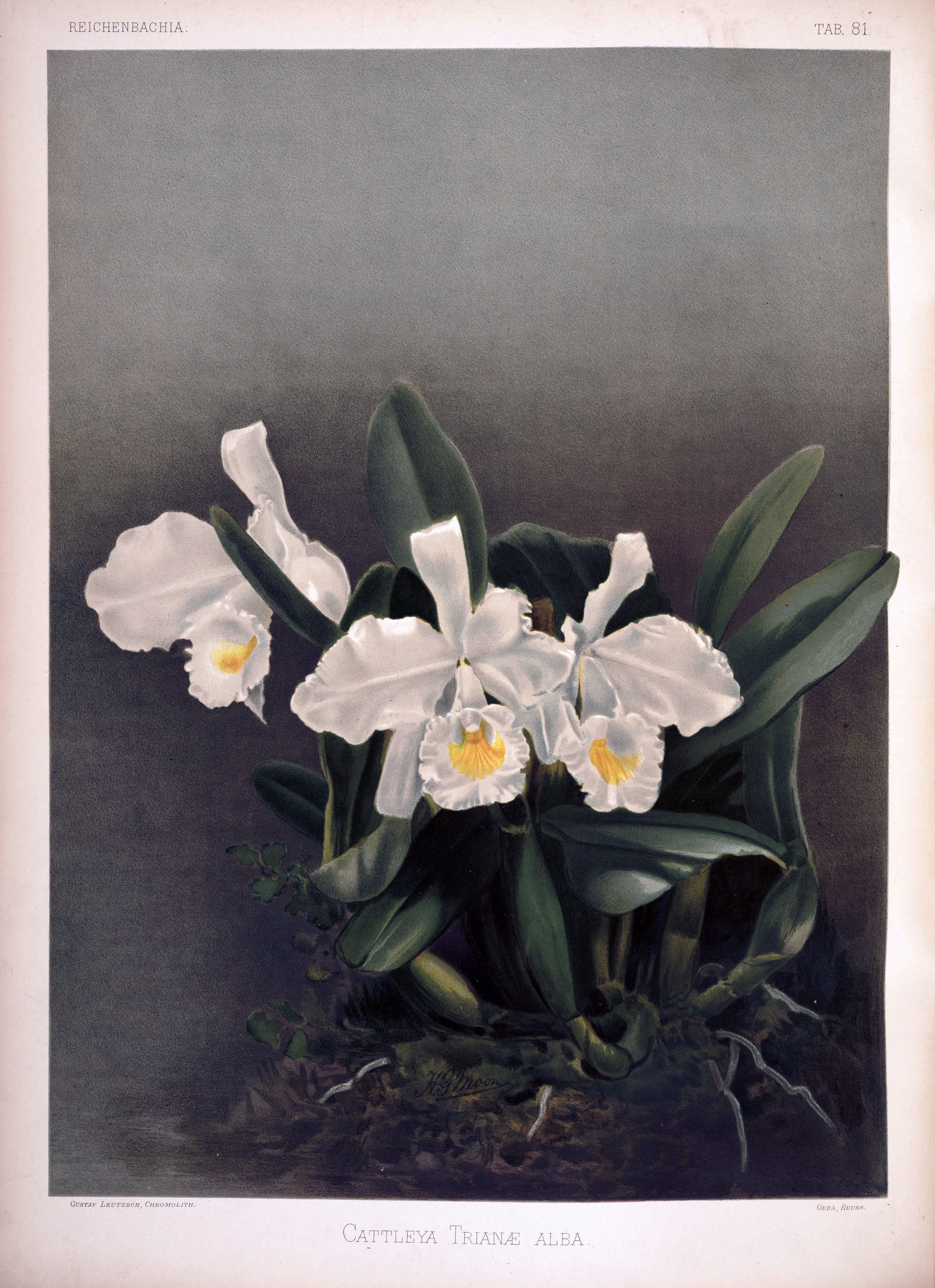